# 三国志 Secret of Three Kingdoms
『三国志 Secret of Three Kingdoms』（さんごくし シークレット・オブ・スリー・キングダムズ、中国語: 三国机密之潜龙在渊）は、2018年の中国のテレビドラマ。

## 概要
原作はマー・ボーヨン（馬伯庸）の小説『三国機密』。唐人テレビが制作、『三国志〜司馬懿 軍師連盟〜』のチャン・ジャン（常江）が脚本、パトリック・ヤウ（游達志）とスティーブ・チェン（鄭偉文）が監督。2018年3月27日からテンセント・ビデオで配信され、動画再生数30億回を記録した。
日本では、2018年10月から衛星劇場で放送され、2019年9月からBlu-ray＆DVD化された。また2019年11月からBS12で、2020年3月からチャンネル銀河で、2021年3月からBS11で放送。2024年9月からNHK BSプレミアム4KとNHK-BSで60分・全33回の日本語吹き替え版が『三国志 秘密の皇帝』（さんごくし ひみつのこうてい）の邦題で放送された。

## あらすじ
```
 
後漢
末期、
漢王朝
は衰退し群雄が割拠した。皇帝(
献帝
／
劉協
)を囲い込んだ
曹操
は
許都
を都に定めた。
呂布
を討って
袁紹
、
孫策
と競い合う曹操は最も有力な諸侯であった。だが専横を振るう曹操と皇帝(献帝／劉協)の間の溝は深まり、許都の内外には嵐の兆しがあった。
 
建安
4年(西暦199年)。都から離れた温県では、楊平(／義和)は、幼いときから司馬家に預けられ、
司馬懿
(しばい)(／仲達)(ちゅうたつ)とは兄弟のように育っていた。ある日、楊平は、突然迎えに来た父と都に向かう道中、実の名は劉平で、皇帝(劉協)の双子の弟だと知らされる。劉平が宮中に到着すると、皇帝(劉協)は病で亡くなっていた。
 皇后・
伏寿
(ふくじゅ)は、皇帝がいなければ漢王朝は終わり。陛下は漢王朝を守るため、劉平を都に呼んで皇帝にして、漢王朝の再興を劉平に託す、というのが皇帝・劉協が生前に立てていた計画だと説明した。亡くなった双子の兄である皇帝・劉協に成り代わり、漢王朝再興の使命を託された劉平。劉平は皇后・伏寿、幼なじみの司馬懿と共に、曹操ら強敵たちとの戦いに足を踏み入れていく。
```

## 登場人物・出演者
（声）はNHK放送時の日本語吹き替え
- 劉平（楊平）：マー・ティエンユー（馬天宇）（二役）（声：浪川大輔[3]）
字（あざな）は義和。皇帝、劉協(献帝)の双子の弟。楊俊の息子、楊平として幼少時に司馬家に預けられ、司馬懿とは幼い頃から兄弟のように育った。ある日、自分が実は皇帝の双子の弟だと知らされ、崩御した兄と秘密裏に入れ替わった。亡き兄の遺志を継いで衰退した漢王朝再興を目指す。
- 皇帝(献帝／劉協)：マー・ティエンユー（馬天宇）（二役）
劉平の双子の兄。病で亡くなる前に漢王朝の復興を画策し、自分の死後は双子の弟、劉平を身代わりに皇帝にするよう、皇后・伏寿らに託した。
- 司馬懿：エルビス・ハン（韓東君）（中国語版）（声：峰晃弘[3]）
字は仲達。河内（かだい）を治める司馬家の次男。幼少時に司馬家に預けられた劉平（楊平）と兄弟のように育った。姿を消した楊平が盗賊に襲われ、亡くなったと言われるが、遺体が偽物であることを見破り、皇帝となった劉平（楊平）を探し当てる。一方で、都で出会った弘農王妃の唐瑛に惹かれていく。
- 伏寿：レジーナ・ワン（万茜）（声：久保ユリカ[3]）
劉協(献帝)の皇后。劉協の遺志を継ぎ、漢王朝の再興のために劉平を皇帝に仕立て上げ、奔走する。やがて劉平に惹かれていく。
- 唐瑛：ドン・ジェ（董潔）（声：折井あゆみ[3]）
劉協と劉平の異母兄である弘農王・劉弁の妃。劉平を皇帝の身代わりにするという計画に加わり、伏寿たちを手助けする。王妃でありながら剣術の使い手であり、実は袁紹が組織した西園軍の一員だった。司馬懿と深く愛し合うようになる。
- 郭嘉：サニー・ワン（王陽明）（中国語版）（声：山本兼平[3]）
字は奉孝。曹操の軍師。郭祭酒（軍師の役職）と呼ばれる。肺を病んでいていつも咳をしている。劉平の皇帝としての志や資質、行動も冷静に分析する。
- 任紅晶／貂蝉：ドン・シュエン（董璇）（中国語版）（声：田所あずさ[3]）
郭嘉の恋人。その正体は、かつて劉協を傀儡にしていた董卓(とうたく)を「連環の計」で滅ぼした美女、貂蝉(ちょうせん)。
- 曹操：ツェー・クワンホウ（謝君豪）（声：早川毅[3]）
字は孟徳。後漢の司空。後に丞相になる。かつて流浪の身となっていた皇帝・劉協を擁護し、許都に連れてきたが、やがて劉協を傀儡とし朝廷の実権を握るようになる。官渡で袁紹軍と対峙していた。三国の1つである魏の基礎を築いた。
- 曹丕：タン・ジェンツー（檀健次）（中国語版）（声：小笠原仁[3]）
字は子桓。曹操の次男。幼い頃から父に従って数々の戦地に出向いていた。王越から剣術をひそかに学んだ。いつしか自らが皇帝となり、世を治めるという野望を抱くようになり、そのために、才能ある司馬懿を参謀に迎えることを強く望んでいる。魏の初代皇帝となる。
- 曹節：ワン・ユーウェン（王玉雯）　(声：大橋彩香)
曹操の娘。皇帝となった劉平に心を惹かれていく。
- 荀彧：ジーン・オウ（王仁君）（中国語版）　(声：藤田幹彦)
字は文若。後漢の尚書令（上奏文を扱う尚書台の長官）で曹操の参謀。荀令君と呼ばれる。
- 賈詡：シュー・ユエシュエン（舒耀暄）（中国語版）　(声：喜多田悠)
字は文和。後漢の宣義将軍（李傕が定めた将軍位）。張繡と共に曹操に降った軍師。
- 甄宓：ワン・シャオミン（汪小敏）（中国語版）　(声：東城日沙子)
袁紹の次男の袁煕の正室であった。曹丕にひかれ、戦で袁紹軍が敗北した後、曹丕の正室となる。

- 曹植：リウ・ユーハン（劉昱晗）(声：小川凌輝)
字は子建。曹操の四男。
- 卞夫人：ドン・イン（鄭英）　(声：葉瀬ふみの)
曹操の正室。曹丕、曹植、曹節の母。
- 曹仁：ホー・グオシュエン（何果軒）　(声：大宮健司)
字は子孝。武将。曹操のいとこ。
- 崔琰：ジャン・レイ (張雷)   (声：大宮健司)
鄴の騎都尉（宮中を警護する武官）。袁紹の臣下であったが、袁紹敗北後は劉平の求めに応じ、曹操の臣下になった。漢王朝を尊重している。
- 孔融：リー・イエンション（李燕生）　(声：喜多田悠)
後漢の少府（宮中の物品を司る役職）。孔子の子孫の儒者。
- 満寵：トゥー・ナン（屠楠）　(声：浅沼雅人)
字は伯寧。許都の県令。郭嘉の配下で満府君と呼ばれている。
- 楊彪：ジャン・チー（張琪）　(声：佐々健太)
後漢の太尉（三公の一つ、軍の最高責任者）。楊修の父。漢王朝の忠臣で、皇帝・劉協の遺志を継ぎ、ひそかに劉平を皇帝として入れ替えた。
- 楊修：ワン・モン（王萌）　(声：松岡正法)
字は徳祖。楊彪の息子で後漢の主簿（文章や記録を管理する属官）。父、楊彪とともに皇帝の入れ替え計画に関わるが、漢王朝の再興に興味はない。
- 伏完：リュー・ユージェ（魯玉傑）　(声：喜多田悠)
皇后・伏寿の父で儒家の大家。
- 楊俊：チャン・チョン（常鍼）　(声：平林剛)
儒学者。後漢・霊帝の子である劉平を我が子、楊平として育てる。
- 冷寿光：シー・ウエンシアン（史文翔）　(声：本橋隼)
皇帝と皇后付きの宦官。亡き名医、華佗の弟子で医術（五禽戯）の心得がある。華佗のもとでは郭嘉は兄弟子だった。劉平に医術を教える。
- 徐福：ドン・シャン（鄧尚）　(声：大宮健司)
字は元直。楊彪の配下の刺客。
- 司馬防：シア・ジーチン（夏志卿）　(声：喜多田悠)
司馬懿と司馬朗の父。幼い劉平を楊俊の息子、楊平として預かり、育てる。
- 司馬朗：ジア・ベンチュー（賈本初）　(声：大宮健司)
字は伯達。司馬懿の兄。
- 盧毓：ユー・ミンシュエン (余銘軒)  (声：浦山大志)
儒学生。伏完の弟子。袁紹が儒学生を招集しているのに応じて鄴に来た。
- 柳毅：シュー・ウェンハオ (徐文浩)  (声：伊藤良幸)
儒学生。袁紹が儒学生を招集しているのに応じて河東（かとう）から鄴に来た。
- 潘揚：チェン・イエ (陳曄)  (声：中村和真)
袁紹が組織した西園軍の生き残りで唐瑛の兄弟子。
- 王越（中国語版）：チアオ・ションイー (喬晟一)  (声：桝谷尚樹)
天下一の剣客で王子服の兄[5]。
- 許褚：アイ・リークー (艾里庫)   (声：モアイ岩下)
曹操の配下の武将。
- 高覧：チュー・ヤン (屈揚)  (声：桝谷尚樹)
袁紹の配下の将軍。
- 軻比能(かひのう)：ムフタル (莫合塔尔、Мұхтар、مۇحتار)   (声：モアイ岩下)
鮮卑（北方の異民族）の一部族の長。

- 張繡：ワン・ゾーゾン（王沢宗）　(声：大宮健司)
後漢の驃騎将軍。董承が起こした反乱を鎮圧する。かつて宛城の戦いで曹操軍に勝利し、その戦いの中、配下の胡車児(こしゃじ)が曹操の長男、曹昂(そうこう)の命を奪った。
- 袁紹：シュー・フォンニエン（徐豊年）　(声：及川いぞう)
後漢末の群雄の一人で、曹操と対立し、官渡の戦いで戦う。
- 審栄：ジャン・ボーハン (張博涵)   (声：内田岳志)
審配の息子[6]。
- 審配：ビー・ハイフォン (畢海峰)  (声：佐々健太)
袁紹の臣下。袁紹から本拠地である鄴の町を預かっている。
- 許攸：ソン・チン (宋慶)  (声：鳴海崇志)
袁紹の軍師。
- 淳于瓊：リー・ホンルイ (李泓瑞) (声：鳴海崇志)
袁紹の配下の将軍。
- 蜚先生：ソンユエン (松原)  (声：モアイ岩下)
袁紹の軍師で郭嘉の兄弟子。

- 張宇：リー・ジェンイー（李建義）　(声：鳴海崇志)
後漢の中常侍（皇帝づきの宦官）。
- 董承：リー・ユエミン（李躍民）　(声：佐々健太)
後漢の将軍で董妃の父。許都で曹操討伐の反乱を企てるが失敗に終わる。
- 董妃（中国語版）：ワン・イーヌオ（王芸諾）　(声：明坂聡美)
献帝・劉協の側室。董承の娘。劉協の子を身ごもっている。
- 王子服：スン・ズージュン（孫祖君）　(声：阿部大樹)
後漢の将軍。董承が起こした反乱に加わる。過去に剣術を唐瑛に教え、身分の違う唐瑛を慕っていた。
- 趙彦（中国語版）：ワン・イーリン（王藝霖）　(声：下野紘)
孔融の愛弟子で後漢の議郎（皇帝の諮問に対して進言する役職）。董妃の幼なじみ。董妃を慕っている。
- 鄧展：ヤン・ミンシン（楊明鑫）　(声：高倉悠生)
郭嘉の配下。司馬家の拠点の温県で劉平の正体を探る。

- 曹叡：蔣博倫
曹丕の息子。魏の第2代皇帝。
- 何皇后：林静
後漢・霊帝の皇后。
- 董太后：娜仁花
献帝・劉協の祖母。
- 种輯：張莘栄
後漢の校尉（高級武官）。董承が起こした反乱に加わる。
- 呉碩（中国語版）：羅愛新
後漢の議郎。董承が起こした反乱に加わる。
- 胡車児：李駿賢
張繡の配下。過去に宛で曹丕の兄の曹昂を殺害した。
- 袁煕：小小白
袁紹の次男。
- 呂姫（中国語版）：関美婷
呂布の娘。袁煕の館に捕らわれて甄宓の侍女をしている。

## スタッフ
- 脚本：チャン・ジアン
- 演出：パトリック・ヤウ、スティーブ・チェン
- 制作：Chinese Entertainment Tianjin Ltd.
- ⓒ天津唐人影視股份有限公司

### 〈日本語版制作〉
- 字幕翻訳：青島知子
- 翻訳：橋本有香里、小木曽三希子
- 歴史・用語監修：鶴間和幸
- 音声：ジョン・ヒョンウク
- 演出：市来満

## 放送リスト
| 第1話 | 漢王朝の秘密       | 2019年11月04日放送 | 年 月 日 |
| --- | ------------------ | ------------------ | -------- |
| 後漢の末期。群雄が割拠する乱世の中で曹操が勢力を伸ばし、許都に漢の皇帝・献帝＝劉協を囲い込むと、傀儡の皇帝を通し諸侯に命を発していた。 都を離れた温県では、司馬家に預けられた楊平と司馬家の次男、司馬懿が実の兄弟のように暮らしていた。ある日、突然現れた楊平の父・楊俊が…。                                                 |                    |                    |          |
| 第2話 | 宮殿炎上           | 2019年11月05日放送 | 年 月 日 |
| 自らの出生の秘密を知った劉平は、詔に従い皇帝となるよう皇后・伏寿に言われる。 劉平が事を把握する間もないまま、伏寿と弘農王妃の唐瑛は劉協の死体に手を加えると、寝殿に火を放ち替え玉計画を実行する。その頃、突然姿を消した弟を捜す司馬懿は、遠い許都までやって来ていた。                                                        |                    |                    |          |
| 第3話 | 僅かな疑念         | 2019年11月06日放送 | 年 月 日 |
| 満寵ら臣下の前に出ることになった劉平。用心深く振る舞う劉平だったが、その言動により様子がおかしいと怪しまれてしまう。満寵と荀彧は確証こそないものの、劉平への不信感を強めていった。 一方その頃、弘農王祠にたどり着いた司馬懿は、床に転がっている劉平の医書を見つける。するとその時、背後から刀の刃が…。                       |                    |                    |          |
| 第4話 | 老宦官の願い       | 2019年11月07日放送 | 年 月 日 |
| 夜遅く謁見に訪れた宦官の張宇は、本物の皇帝はどこにいるのかと劉平と伏寿に問う。初めは２人に否定をされていたが、結局真実を打ち明けられた張宇は、劉協の供養をするために帰郷させてほしいと懇願する。 そんな中、楊俊が襲撃に遭った日と同じ日に火事が起きたことを怪しんだ満寵が動き出し…。                                         |                    |                    |          |
| 第5話 | 父への想い         | 2019年11月08日放送 | 年 月 日 |
| 故郷へと向かう道中で満寵に行く手を塞がれた張宇は、劉協の遺灰をやむを得ずその場に埋葬する。 一方その頃、温県に戻れと言う父の忠告にまったく耳を貸さない司馬懿は、兄・司馬朗に自分は許都の混乱に巻き込まれる劉平を助けるのだと許都に留まることを宣言するのだった。                                                              |                    |                    |          |
| 第6話 | 司空の屋敷へ       | 2019年11月11日放送 | 年 月 日 |
| 張宇を殺し逃げる際に、毒が塗られた武器によって負傷していた唐瑛は、なんとか司馬懿の手を借り傷を癒す。 その頃、曹操の息子である曹丕は、皇帝を尚書台から自らの屋敷へと移動させることを満寵に持ちかける。満寵は早速、曹家への移動を提案するため劉平の元を訪れるが…。                                                             |                    |                    |          |
| 第7話 | 許都での再会       | 2019年11月12日放送 | 年 月 日 |
| 宮中にもぐりこみ、皇帝となった劉平に謁見した司馬懿。そこで別れの挨拶もなく去った“弟”に対する恨みと怒りを劉平にぶつける。 一方の劉平は、司馬懿との再会をなによりも喜び、皇帝となったいきさつを伝え協力を求めようと伏寿に提案する。しかし、伏寿は曹操とのつながりが深い司馬家を警戒し…。                                       |                    |                    |          |
| 第8話 | 董承の反乱         | 2019年11月13日放送 | 年 月 日 |
| 董承たちが許都で挙兵した。しかし先を読んで手を打っていた曹氏によってあっさり鎮圧され、董承は捕らえられてしまう。 王子服と司馬懿は、皇帝の子を身ごもっている董妃を守ろうと、ひそかに連れ出し弘農王祠へ向かう。しかし、到着した頃には董妃は衰弱し、一刻を争う状態になっていた…。                                               |                    |                    |          |
| 第9話 | 守りきれなかった命 | 2019年11月14日放送 | 年 月 日 |
| 兄・劉協の子を身ごもっていた董妃の死を知った劉平は、助けることができなかった責任を感じていた。自分が無能であるがゆえ犠牲が生まれ、弱すぎる自分が憎いと涙する劉平を伏寿は慰める。 ようやく癒やされた劉平だったが、それも束の間。実は伏寿や楊修たちが董承を利用していたのだと気付き…。                                         |                    |                    |          |
| 第10話 | 絶望と帰郷         | 2019年11月15日放送 | 年 月 日 |
| 董承の件で自分は操り人形だと気付き、さらに多くの犠牲者が出たことに怒りが収まらない劉平。司馬懿と共に許都を去り温県に向かう。 意気地なしに用はないと強気な伏寿だったが、一人になると涙が溢れ出した。たまたま通りかかった曹丕は落ち込む伏寿を元気づけようと、剣舞を披露するが…。                                               |                    |                    |          |
| 第11話 | 襲われた祭祀       | 2019年11月18日放送 | 年 月 日 |
| 春の祭祀に出かけた劉平たち。そこで弟・王子服の敵を討ちに来たという王越に襲われ、曹丕が深手を負う。 劉平は、とっさに曹丕の手当てをするが、周囲の臣下たちは医術を心得ている劉平に対し違和感を覚える。一方、王越は、王子服が唐瑛に討たれたと聞き、すぐさま弘農王祀へと向かう。                                                  |                    |                    |          |
| 第12話 | 郭嘉の帰還         | 2019年11月19日放送 | 年 月 日 |
| 劉平の元を訪れた卞夫人は、息子の曹丕を助けてくれたことに感謝を述べる。しかし一方で曹丕を守ることもできず、石ころ１つにやっきになっている満寵を厳罰に処してほしいと劉平に懇願する。 その頃、郭嘉が戦地の官渡から許都へと戻ってきた。知らせを受けた劉平はすぐに郭嘉を呼びつけるのだが…。                                       |                    |                    |          |
| 第13話 | 楊平の似顔絵       | 2019年11月20日放送 | 年 月 日 |
| 戦地から許都に戻った郭嘉が真っ先に訪れたのは、劉平ではなく、卞夫人の元だった。会いに来るよう命じたにもかかわらず、後回しにされたことを知った劉平は動揺する。 しかし謁見に訪れた郭嘉に対し、劉平は自らの師となり講義をしてほしいと頼む。あまりにも唐突な話に、後ろでひそかに聞いていた伏寿も驚くのだが…。                     |                    |                    |          |
| 第14話 | 温県に眠る秘密     | 2019年11月21日放送 | 年 月 日 |
| 郭嘉が温県に鄧展を送り込んだという知らせが劉平の元に入る。司馬家が危ないと思った劉平は、自ら司馬懿に会いに行くと言うが伏寿に止められ苛立つ。 自分の部屋に戻った伏寿だったが、劉平のことが気になり再び会いにゆく。しかしそこには、劉平の不在を隠そうとする宦官の令寿光がいるだけで…。                                         |                    |                    |          |
| 第15話 | 郭嘉の講義         | 2019年11月22日放送 | 年 月 日 |
| 楊平の似顔絵を求め鄧展が司馬朗を訪ねる。直前に届いた司馬懿からの文によって、偽の楊平の顏を描いた司馬朗だったが、隣人たちも似顔絵を描かされたことを知り、慌てて鄧展を追う。 趙彦は、董妃が生前言っていた火事の日の謎を探るため焼け跡を訪れるが、郭嘉たちに捕まり…。                                                           |                    |                    |          |
| 第16話 | 燃え残った布切れ   | 2019年11月25日放送 | 年 月 日 |
| 温県を探る趙彦は、火事で死んだ宦官の衣が司馬家にしか納品されない絹製だと知り、さらに店の主人が描いた楊平の似顔絵をみて今の皇帝は楊平だと確信する。 その頃、帰郷することになった楊俊が、劉平を謁見に訪れる。郭嘉の目を恐れて話も程ほどに２人は別れを惜しむのだった。                                                          |                    |                    |          |
| 第17話 | 趙彦の執念         | 2019年11月26日放送 | 年 月 日 |
| 鄧展が温県で袁紹軍に捕まったことや似顔絵の件が腑に落ちない郭嘉。許都に戻った趙彦は、董妃の位牌を手に宮中の劉平を訪ね、本物の陛下はどこだと問う。 劉平と伏寿、唐瑛の３人は白を切るが、やがて劉平は心を決め真相を話す。そして、趙彦がとった行動は…。                                                                           |                    |                    |          |
| 第18話 | 楊修の誤算         | 2019年11月27日放送 | 年 月 日 |
| 楊修が袁紹に内通していたことを明かし、郭嘉は楊修を牢に閉じ込める。楊修が気がかりで気が急く劉平だったが、焦っては郭嘉の罠に嵌まると伏寿に諭される。 劉平は講義のあと荀彧を呼び止め、曹操と袁紹の戦はどちらが勝つと思うか尋ねる。そして、自ら戦地へと赴くと伝えるのだが…。                                                     |                    |                    |          |
| 第19話 | 襲われた弘農王祠   | 2019年11月28日放送 | 年 月 日 |
| 劉平は、書庫で唐瑛が袁紹の間諜と話しているのを聞いてしまう。劉平は伏寿に遠征に関する話は唐瑛にしないよう話すが、何も知らない伏寿は唐瑛をのけ者にするのかと反発する。 しかし、ちょうどその時、唐瑛が伏寿を訪ねてくる。一方、牢から出た楊修は郭嘉から官渡に行くよう命じられる。                                                |                    |                    |          |
| 第20話 | 宮中の外へ         | 2019年11月29日放送 | 年 月 日 |
| 講義の時間に、郭嘉は講義をせずに突然薬酒を取り出す。今は書物の上で学ぶ時ではないと言う郭嘉は、お忍びで宮中の外に出かけようと劉平に提案する。 その翌日、変装をして出かけた劉平と伏寿、そして郭嘉。３人が森まで来た時、劉平が乗った馬が突然暴走する。姿を消した劉平のことが心配な伏寿とは裏腹に、郭嘉は不気味な笑みを浮かべ…。 |                    |                    |          |
| 第21話 | 官渡への道         | 2019年12月02日放送 | 年 月 日 |
| お忍びで官渡へと向かった劉平と伏寿、そして曹丕。しかし、道中で袁紹軍に襲われ、３人とも捕らえられてしまう。 目隠しをされた劉平が連れていかれた先には、郭嘉に強い恨みを抱く蜚先生が待ち受けていた。一方、司馬懿は鄴に到着したが、ある人物に目をつけられてしまい…。                                                             |                    |                    |          |
| 第22話 | 袁軍に忍ぶ間諜     | 2019年12月03日放送 | 年 月 日 |
| 劉平や曹丕たちの目の前に捕虜になった者たちが連れてこられる。その中には鄧展もいた。突然のことに少し動揺したが、劉平たちと鄧展は話を合わせ窮地を脱する。 その頃、曹操の配下だと誤解され牢屋に閉じ込められていた司馬懿は、一芝居打って釈放され、審配親子の信頼までも得るのだった。                                              |                    |                    |          |
| 第23話 | 袁紹の真実         | 2019年12月04日放送 | 年 月 日 |
| 審栄を泥酔させて牢屋の鍵を盗んだ司馬懿は、閉じ込められている唐瑛の元へと向かう。唐瑛にはめられた鎖を外そうとするが、鍵は合わなかった。 その頃、劉平たちは鄴の実状を目の当たりにし唖然としていた。河北一豊かだと聞いていた町は新旧で分けられ、古い町には飢えた民が溢れかえっていたのだった…。                                 |                    |                    |          |
| 第24話 | 捕らえられた劉平   | 2019年12月05日放送 | 年 月 日 |
| 宿が見つからず途方に暮れる劉平たち。しかし、そこへ１人の男が劉平を迎えに来る。男の主人が劉平に会いたがっていると言う。 言われるがまま男の後をついていくと、そこにいたのは袁紹の家臣である崔琰だった。ひとまず寝床を確保した３人。翌日に劉平と伏寿は市場へと繰り出し、楽しいひと時を過ごすのだが…。                           |                    |                    |          |
| 第25話 | 任紅晶の正体       | 2019年12月06日放送 | 年 月 日 |
| 許攸の屋敷に入ろうとし捕まった曹丕は、役所に現れた司馬懿を見て袁紹側についたと勘違いし暴言を吐く。しかし、司馬懿は拷問するどころか縄を解き逃げるよう促した。 審栄を利用して袁紹の屋敷に潜り込んだ司馬懿だが、袁紹の息子、袁熙の夫人である甄宓とその付き人、呂姫に見つかり…。                                                 |                    |                    |          |
| 第26話 | 偽の踊り子         | 2019年12月09日放送 | 年 月 日 |
| 任紅昌と伏寿、曹丕は袁夫人の誕生日祝いの席に踊り手と楽器奏者として潜り込む。袁紹の元で人質になっている呂布の一人娘・呂姫を助け出し、許可状を盗み出すことが目的だった。 演舞後、一行は甄宓に舞を教えることに。曹丕と甄宓が琴を取りに行っている間に任紅昌は呂姫の手かせを外すが…。                                             |                    |                    |          |
| 第27話 | 囮になった王妃     | 2019年12月10日放送 | 年 月 日 |
| 許攸の屋敷で審栄に捕まった曹丕。司馬懿になぜ鄴に来たのか問われると、実兄の死の真相を探るためだと言う。その頃、役所の前では押しかけた儒学生たちが審配と話をさせろと抗議していた。 儒学生に警備の目が向いている間に、牢屋に捕らわれている伏寿たちを救おうとした司馬懿だったが…。                                               |                    |                    |          |
| 第28話 | 儒学生救出         | 2019年12月11日放送 | 年 月 日 |
| 無事に儒学生たちと共に鄴から出られた劉平と伏寿。袁紹に会い、唐瑛を救うために官渡へ行くと言う劉平は、伏寿に儒学生を連れて許都へ戻るよう頼む。 その頃、司馬懿と曹丕は官渡の曹軍の軍営に到着したが、曹丕の弟・曹植が父親の曹操に代わり軍を取り仕切っていた。                                                                    |                    |                    |          |
| 第29話 | 漢王朝のための選択 | 2019年12月12日放送 | 年 月 日 |
| 袁紹に皇帝であることを明かした劉平は、唐瑛に会わせるよう命じる。一方、皇帝が自分の側にいることを面倒と感じる袁紹は、曹操が攻めてこられないよう前線に劉平を送ってしまおうと考える。 さらに、袁紹は許攸に曹操に帰順した振りをし、皇帝が袁紹軍にいることと兵糧庫の偽情報を流すよう指示する。                                    |                    |                    |          |
| 第30話 | 勝敗の行方         | 2019年12月13日放送 | 年 月 日 |
| 袁紹と戦の様子を見に出かけた劉平と伏寿。偽の食糧庫があると罠をしかけた烏巣から火の手が上がり、曹操を打ち倒したと満足げな袁紹は、もはや漢王朝には行き場がないと放言する。 しかしその時、本当の食糧庫がある陽武にも火の手が上がり、曹軍に落とされたという知らせが入る。見捨てられたのは漢王朝ではなく、袁紹だった。            |                    |                    |          |
| 第31話 | 二つとない解毒剤   | 2019年12月16日放送 | 年 月 日 |
| 曹丕が目を覚ますと、剣を交えていたはずの王越が目の前にいた。王越は曹丕を気に入り、王氏の剣術を伝授したいと申し出る。 一方、司馬懿によって袁紹の元から助け出された唐瑛だったが、袁紹に飲まされていた毒が体に回り倒れてしまう。劉平たちは唐瑛を助けようと郭嘉にかけ合うが…。                                                   |                    |                    |          |
| 第32話 | 曹丕の苦悩         | 2019年12月17日放送 | 年 月 日 |
| 戦地まで来た卞夫人と会った曹丕は、兄を殺した黒幕が卞夫人だったことを知ったと話す。卞夫人は３人の息子のためだったと感情を荒げる。 一方、曹操を倒すどころか助けようとする劉平に怒った司馬懿は、陽武と共に漢王朝の再興の望みが燃えてしまったと責め立てる。それでも劉平は、新たな均衡ができるはずだと反論し…。                   |                    |                    |          |
| 第33話 | 楊平はどこだ       | 2019年12月18日放送 | 年 月 日 |
| 司馬懿は唐瑛を連れて温県に帰郷する。父の司馬防は、王妃を連れてきて司馬家を滅ぼす気かと怒るが、そこへ唐瑛が現れ婚姻を認めてほしいと懇願する。 その頃、許都では郭嘉が曹操の元を訪れていた。曹操は司馬懿の気持ちを試すために、“楊平はどこだ”と尋ねるよう郭嘉に命じる。                                                          |                    |                    |          |
| 第34話 | 曹操参内す         | 2019年12月19日放送 | 年 月 日 |
| 曹操は、烏桓（北方の異民族）討伐に行く前に司馬家を除かねばならないと郭嘉に話す。曹操の命に逆らえず、郭嘉は満寵を楊修と共に温県に送る。 一方の劉平は、司馬家が危機に瀕していることを崔琰から報告される。動揺した劉平に、伏寿が袁紹に内通していた者の名簿を差し出す。                                                          |                    |                    |          |
| 第35話 | 運命の一夜         | 2019年12月20日放送 | 年 月 日 |
| 曹操を呼びつけた劉平は、自らも遠征に同行することを条件に司馬家を許してくれと言う。加えて、遠征には苦楽を共にした伏寿も連れていくと話す劉平。 曹操はかつてと違い臣下や皇后を思う皇帝に疑念を募らせるのだった。その頃、司馬家では緊迫した状況が続いていたが、ついに夜が明けて…。                                               |                    |                    |          |
| 第36話 | 思わぬ再会         | 2019年12月23日放送 | 年 月 日 |
| 遠征の途中、大雨のために廬龍に駐屯することになった劉平は、曹節を皇后にすることを郭嘉から提案をされる。そんな折、ある一人の兵士が劉平に声をかけてきた。 それは、いつか温県で命を助けた少年だった。人違いだと否定をし、足早にその場を後にした劉平だったが、その光景を遠くから見ていた曹丕は不信に思い…。                       |                    |                    |          |
| 第37話 | 10日の期限         | 2019年12月24日放送 | 年 月 日 |
| 郭嘉から10日以内に劉平の素性に関する証しを見つけると告げられた劉平。そんな劉平から知らせを受けた司馬懿は、許都でひそかに手を打っていた。 そんな中、郭嘉の元に許都にいる賈詡から、劉平は先帝の双子の弟だと知らせる文が届いた。そのあと劉平に会った郭嘉は、真実を知ったことを話すのだが…。                                     |                    |                    |          |
| 第38話 | 郭嘉の死           | 2019年12月25日放送 | 年 月 日 |
| 任紅昌の死が堪えた郭嘉は、日に日に脈が弱まっていた。郭嘉は曹節に、敵が攻め込んできたら開けるよう袋を渡し、さらにもう１つ、「天下の大事に関わる秘密」を記した袋を託した。 一方その頃、曹操は郭嘉の策によって、烏桓を奇襲するために自ら騎兵を率いて出陣する。その様子を見た劉平は…。                                           |                    |                    |          |
| 第39話 | 囲まれた廬龍       | 2019年12月26日放送 | 年 月 日 |
| 郭嘉の死後、鮮卑（北方の異民族）が廬龍の近くに姿を現す。危機を感じた劉平は、曹操に援軍を要請する使者を送る。 しかし、曹節が郭嘉から託された袋を開けると、郭嘉が盧龍に援軍を送らぬようにと曹操へ伝えていたことが分かる。そんな折、劉平が送り出した使者たちを捕らえた鮮卑が盧龍の町の外に姿を現し…。                           |                    |                    |          |
| 第40話 | 指揮を執る者       | 2019年12月27日放送 | 年 月 日 |
| 郭嘉の姿が見えないことで不安になった兵士や、鮮卑の脅しに怯える町の者の声が強まる。もうこれ以上耐えられないと判断した曹植は、劉平に自ら打って出ると告げる。 自分が囮となるので、その間に伏寿と共に逃げるよう促す曹植だったが、劉平は一緒に廬龍を守ろうと説得するのだった。                                                    |                    |                    |          |
| 第41話 | 激戦の果て         | 2019年12月30日放送 | 年 月 日 |
| 鮮卑との激しい戦いが始まり、劉平自身も兵士たちと共に戦場に立った。鮮卑優勢の苦しい戦いを強いられた劉平たちだったが、司馬懿が率いる援軍が到着したことで情勢が一気に変わる。 劉平を心配しながらも味方を鼓舞し続けた伏寿は、敵が退いたと聞き安堵の涙を流す。司馬懿が戦場で亡くなった潘揚の死体を見つけるのだが…。               |                    |                    |          |
| 第42話 | 囚われた司馬懿     | 2019年12月31日放送 | 年 月 日 |
| 劉平や曹操たち一行は許都に戻る。出仕を拒むために負傷したと偽っていたことが知られた司馬懿は、曹操に牢に閉じ込められる。そんな司馬懿を救い出したい劉平は、評定を開く。 司馬懿の処分について、臣下たちから様々な意見が飛び交う中，弘農王の位牌を持った唐瑛が現れ…。                                                             |                    |                    |          |
| 第43話 | 天下統一の願い     | 2019年01月01日放送 | 年 月 日 |
| 曹操を丞相に命じた劉平の元に、伏完と楊彪が抗議に来る。しかし、劉平と伏寿は、曹操の天下統一を助けることによって漢王朝の威光を示せると諭す。 司馬懿は、劉平の命により罪を許され、曹操に仕えることに。劉平に会った司馬懿は、自分を売ったうえに曹操を丞相にしたことを愚かだと罵る。                                              |                    |                    |          |
| 第44話 | 曹植の婚礼         | 2019年01月02日放送 | 年 月 日 |
| 司馬懿の元に、赤壁で曹操が孫権と劉備に大敗したという知らせが届く。司馬懿と劉平は、曹操が江南を平定できないとなれば、漢王朝と争うことに全精力を使うだろうと予測する。 曹氏とうまくやっていけると思っている劉平に対し、司馬懿は曹氏を滅ぼすつもりだと宣言する。                                                                |                    |                    |          |
| 第45話 | 暴かれた真相       | 2019年01月03日放送 | 年 月 日 |
| 曹丕、曹植そして曹節の３人は、郭嘉が残した袋を開け、劉平の正体を知った。曹丕は劉平を慕う曹節がこの秘密を漏らしてしまうかもしれないと言って、袋を劉平に渡すよう曹植に命じる。 それを受け、劉平を人目の付かない書庫に呼び出した曹植は、劉平に袋を渡す。しかしそれは、曹丕の罠だった…。                                         |                    |                    |          |
| 第46話 | 窮地に立つ忠臣     | 2019年01月06日放送 | 年 月 日 |
| 劉平の素性を曹操が知ったことにより、楊家をはじめ漢王朝の臣下も焦りを隠せずにいた。そんな中、伏寿は荀彧を呼び出し、先帝の詔を見せ真実を伝える。 さらに、自らは漢王朝のために命を絶つと言い、荀彧に遺言と詔で劉平を守るよう命ずる。それを陰で聞いていた劉平は２人の前に立ち…。                                                 |                    |                    |          |
| 第47話 | 曲水の宴           | 2019年01月07日放送 | 年 月 日 |
| 楊彪が太尉を辞し故郷に帰ると申し出、曹操を呼んで別れの宴が開かれることになった。楊彪や伏完が、唐瑛を使い曹操を殺そうとしていると考えた劉平と伏寿は、唐瑛を宮中の外に出さないよう手を尽くす。 各々、曲水の宴で和やかに詩を披露していくが、杯が曹操の前で止まった時…。                                                         |                    |                    |          |
| 第48話 | 唐瑛の最後         | 2019年01月08日放送 | 年 月 日 |
| 唐瑛が曹操を狙った刺客だと思い、曹仁は兵を率いて宮中に押し入る。曹仁によって大勢の前で辱められた唐瑛は自害する。 劉平は司馬懿を解放することを要求し、同時に互いに対等な関係を築くことを曹操に提案する。その後、刺客と戦い負傷した曹丕を見舞った曹操は、刺客が男だったことを知り…。                                           |                    |                    |          |
| 第49話 | 伏完の企て         | 2019年01月09日放送 | 年 月 日 |
| 劉平は曹操が司馬家を助ける代わりに、曹仁の罪を減じ、曹操を魏公にする。孔融や伏完は強く抗議するが、劉平は決定を取り下げない。 伏完の動きが怪しいという知らせが曹植の元に入る。曹植は急いで宮中に向かうが、門番に止められてしまい…。                                                                                           |                    |                    |          |
| 第50話 | 潜龍観の仕掛け     | 2019年01月10日放送 | 年 月 日 |
| 曹操は反乱を企てた伏完の娘である伏寿の命を求めた。劉平は司馬懿に会いに行くが、司馬懿はこれからは自分のやり方で乱世を渡っていくと冷たく突き放す。 そして、劉平を崔琰と孔融が儒者の集会を開く予定である新しく作られた潜龍観に連れていく。                                                                                      |                    |                    |          |
| 第51話 | 伏寿との別れ       | 2019年01月13日放送 | 年 月 日 |
| 崔琰の企てを止めた劉平が外に出ると、突然潜龍観が崩れ始める。中にいる崔琰を助けようと、劉平は潜龍観の中へ飛び込んだ。 その頃、父、伏完の謀反に加わった罪に問われた伏寿の元には、曹操の命を受けた曹丕と司馬懿が訪れていた。司馬懿が用意した毒を自ら仰いだ伏寿は…。                                                             |                    |                    |          |
| 第52話 | 新皇后誕生         | 2019年01月14日放送 | 年 月 日 |
| 曹操に責められた荀彧は、劉平と曹操の板挟みになって苦しんできたことを語る。曹操にはもう自分は不要なのだと言って別れた荀彧は、自らの命を絶ってしまう。 荀彧の死後、頭痛に悩まされはじめた曹操は、劉平に嫁ぎ皇后になるよう曹節に命じる。曹操の意を伝えようと、曹丕は劉平に謁見するのだが…。                                     |                    |                    |          |
| 第53話 | 曹操逝く           | 2019年01月15日放送 | 年 月 日 |
| 関羽に敗れ窮地に陥る曹軍。切羽詰まった雰囲気の中、司馬懿は劉備と盟友である筈の孫権と手を組むという奇策を曹操に提案する。 曹操の病がひどくなっているとの知らせを受けた劉平は、曹節と共に洛陽まで来ていた曹操のもとへ向かう。自ら治療することを申し出た劉平に曹操は…。                                                         |                    |                    |          |
| 第54話 | 天下太平への道     | 2020年01月16日放送 | 年 月 日 |
| 曹操が死に、跡を継いだ曹丕は、劉平のいる許都を攻めるために司馬懿を連れ出兵する。譙で待つ劉平の前に現れた曹丕に、戦いを望まない劉平は話し合いを求めた。 自分にはここで戦って勝つしかないという曹丕に、天下を統一するのは誰でもよいと答えた劉平の選んだ道は…。                                                                 |                    |                    |          |

## 配信および放送
| 配信サイト・放送局 | 所在地       | 初回           |
| テンセント・ビデオ | 中国大陸     | 2018年3月27日  |
| HTV7               | ベトナム     | 2018年5月22日  |
| channel China      | 大韓民国     | 2018年8月23日  |
| 翡翠台             | 香港         | 2018年9月3日   |
| 衛星劇場           | 日本         | 2018年10月17日 |
| Hub VV Drama       | シンガポール | 2018年12月27日 |
| 8TV                | マレーシア   | 2019年2月26日  |
| 東森超視           | 台湾         | 2019年9月26日  |
| BS12               | 日本         | 2019年11月4日  |
| チャンネル銀河     | 日本         | 2020年3月10日  |
| BS11               | 日本         | 2021年3月25日  |
| NHK BSプレミアム4K | 日本         | 2024年9月8日   |
| NHK BS             | 日本         | 2024年9月13日  |